# William Fox (zapaśnik)
William Fox (ur. 9 sierpnia 1912 w Manchesterze, zm. 6 marca 1999) – brytyjski zapaśnik walczący w stylu wolnym. Olimpijczyk z Berlina 1936, gdzie odpadł w eliminacjach w kategorii 72 kg.
Srebrny medalista igrzysk wspólnoty narodów w 1934, gdzie reprezentował Anglię.
Trzykrotny mistrz kraju w: 1934, 1936, 1937 (76 kg).
- Turniej w Berlinie 1936

Pokonał Japończyka Shōichi Masutomi a przegrał z Turkiem Hüseyinem Erçetinem.